# Las Palomas, Hidalgo
Las Palomas är en ort i Mexiko.   Den ligger i kommunen Singuilucan och delstaten Hidalgo, i den sydöstra delen av landet, 90 km nordost om huvudstaden Mexico City. Las Palomas ligger 2 540 meter över havet och antalet invånare är 402.
Terrängen runt Las Palomas är kuperad, och sluttar österut. Runt Las Palomas är det ganska tätbefolkat, med 60 invånare per kvadratkilometer. Närmaste större samhälle är Tulancingo, 15,7 km öster om Las Palomas. I omgivningarna runt Las Palomas växer huvudsakligen savannskog.